# Shinji Jojo
Shinji Jojo (Tokio, 28 augustus 1977) is een voormalig Japans voetballer.

## Carrière
Shinji Jojo speelde tussen 1996 en 2006 voor Urawa Red Diamonds, Albirex Niigata en Shonan Bellmare.